# 尼克·托曼
尼克·托曼（英語：Nicholas Thoman，1986年3月6日—），出生于俄亥俄州辛辛那提，美國男子游泳運動員，擅長仰泳，曾在奧運會上獲得過金牌。他也参加了2015年泛美运动会。

## 外部連結
- Nick Thoman – National Team swimmer profile at USASwimming.org
- Nick Thoman的X（前Twitter）